# 박해민
박해민(朴海旻, 1990년 2월 24일~)은 KBO 리그 LG 트윈스의 외야수, 내야수이다.

## 아마추어 시절
2008년 신인 드래프트에서 지명받지 못해 한양대학교 생활체육학과 에 진학했다. 한양대 생활체육학과 2학년 때까지는 평범한 성적을 기록했지만, 3학년 때 고종욱과 함께 빠른 야구를 주도하며 타율을 0.299까지 끌어올렸다. 4학년 때인 2011년에는 고종욱이 졸업해 공석이 된 리드오프 자리에서 활약했고, 대학야구 하계리그에서는 타율 0.452(31타수 14안타)를 기록하며 타격상을 수상했다. 대학 리그 전체 1위인 타율 0.429, 11타점, 7도루를 기록하며 대학 마지막 시즌을 마쳤다. 수위 타자 성적을 인정받아 한양대 생활체육학과 졸업을 앞두고 생애 첫 대한민국 야구 국가대표팀에 선발돼 2011년 야구 월드컵에 출전했다. 첫 경기인 베네수엘라전에서 4타수 3안타를 쳐 내며 프로 선수들 사이에서 주전 중견수로 낙점됐고, 도미니카전에서는 경기 후반에 동점 3점 홈런을 쳐 냈다.

## 삼성 라이온즈시절
2012년 신인 드래프트에서 지명받지 못했고, 입단 테스트를 거쳐 신고선수로 입단하였다. 2013년에 데뷔 첫 경기를 치렀고, 단 한 경기에 대주자로 출장 후 타석에는 서 보지 못한 채 시즌을 마감했다. 2013년 시즌 후 상무에 지원해 서류 전형에서는 합격했지만 실기에서 탈락했다. 하지만 이것이 오히려 전화위복이 돼 붙박이 중견수였던 배영섭의 입대와 함께 1군에서 기회를 잡았다.

### 2014년 시즌
입단 후 줄곧 1군에서 대주자, 대수비로만 투입돼 스프링캠프 당시에도 전력 외로 분류됐다. 2013년 시즌 후 입대한 중견수 배영섭의 대체 후보 정형식, 이영욱이 동반 부진에 빠진 틈을 타 대타로서 빠른 발을 이용한 기습 번트 안타를 연이어 쳐 내며 주목받았다. 5월 9일 두산전에서 첫 선발 출장해 4타수 2안타로 가능성을 보였으며, 6월 7일 한화전에서 기습 번트 안타에 이은 2루 진루, 6월 14일 두산전에서 5타수 5안타 등 빼어난 기량을 연이어 펼쳐 당시 감독이었던 류중일에 의해 주전 중견수로 낙점됐다. 7월 6일 두산전에서 노경은을 상대로 데뷔 첫 홈런을 쳐 내는 등 시즌 내내 발군의 활약을 이어가 팀의 정규 시즌 우승에 기여했다. 시즌 후 박민우, 조상우와 함께 신인왕 후보에 올랐으나 수상에는 실패했다.

#### 2014년한국시리즈
주전 중견수로 낙점됐고, 넥센과 1차전에서 첫 타석부터 밴헤켄을 상대로 안타를 쳐 냈다. 그러나 2루 도루 과정에서 왼손 약지가 베이스에 부딪혀 인대 부상을 입었고, 이지영의 적시타 때 득점 후 김헌곤으로 교체됐다. 부상에도 불구하고 손가락을 묶은 다음 타격 연습을 했고, 3차전에 벙어리 장갑을 끼고 대주자로 출전해 이승엽의 안타 때 동점이 되는 득점을 기록했으며 수비할 때 유한준의 안타성 타구를 다이빙 캐치했다. 5차전부터는 선발 명단에 포함돼 타격까지 소화했고, 6차전에서는 최형우의 대수비로 출전했다. 8타수 1안타, 0.125로 타격은 부진했지만 3차전 동점 득점을 포함, 3득점을 기록해 팀의 통합 4연패에 공헌했다.

### 2015년 시즌
2년차 풀 타임 징크스 없이 시즌 전 경기에 출전했다. 2할대 후반 타율, 47타점, 96득점을 기록했다. 또한 팀 최초 시즌 60도루를 기록하며 첫 도루왕 타이틀을 획득했다.

### 2016년 시즌
시즌 3할 타율, 109득점, 4홈런, 61타점, 52도루를 기록했고, 2년 연속 도루왕을 수상했다. 생애 첫 골든글러브 후보에 이름을 올렸다.

### 2017년 시즌
40도루를 기록하며 3년 연속 도루왕을 수상했다. 그러나 타율은 데뷔 후 가장 낮았고 규정 타석을 채운 47명의 타자 중 41위로 멘도사 라인에 가까웠다. 리드오프의 기량을 평가하는 척도인 출루율도 커리어 최저인 0.338을 기록하는 등 대부분의 공격 지표에서 부진했다.

### 2018년 시즌
9월 12일 한화전에서 KBO 역대 5번째 5년 연속 30도루를 기록했다. 9월 19일 KIA전에서 역대 5번째 4년 연속 150안타를 기록했다.
2할대 타율로 시즌을 마감했다. 그러나 9홈런으로 향상된 장타 능력을 보여줬으며, 36도루를 기록해 KBO 역대 3번째 4년 연속 도루왕에 등극했다.

### 2019년 시즌
전 경기에 출전했지만 2할대 타율, 120안타, 64득점, 48타점으로 부진했다.

### 2020년 시즌
시즌 초반 1할대 타율로 부진에 빠지며 2군으로 내려갔다. 2군 감독인 오치아이 에이지의 조언을 받고 1군에 올라와 반등하며 시즌 2할대 후반 타율을 기록했다. 시즌 도루 2위를 기록했다.

### 2021년 시즌
5월 23일 KIA 타이거즈전에서 장민기를 상대로 데뷔 첫 만루 홈런을 기록했다.

## LG 트윈스시절
2021년 시즌 후 FA 자격을 얻었고, 2021년 12월 14일에 계약기간 4년, 계약금 32억원, 연봉 6억원, 인센티브 4억원 등 총액 60억원에 FA 계약을 체결하여 LG 트윈스로 이적하였다. 
2023년에 소속팀 LG가 1994년 이후 29년 만에 통합 우승을 거두게 되면서 데뷔 후 두 번째 우승 반지를 획득했으며, 한국시리즈 5차전 공수에서 맹활약하여 5차전 MVP에 선정되었다.

## 별명
- 수비나 주루에서 차종 중 하나인 람보르기니만큼 재빠르고 민첩한 속도를 내서 '기' 대신 이름의 '민'자를 넣어 '람보르미니'라고 불린다.

## 응원가

### 삼성 라이온즈시절
- 삼성의 박해민 워어어어어 안타를 날려라 워 워어어 (x2)
- 안타 쳐 볼까~(안! 타! 안! 타) 도루를 해 볼까~(다다다다다다다) 라이온즈 수비의 심장 (두근 두근 두근) 최!강!삼!성! 박!해!민!(×2)
- 소리쳐봐 박해민 최강 삼성 박해민 라이온즈 수비의 심장 박해민!!(X2)

### LG 트윈스시절
- 날려버려 안타 박해민~

오오오오오~ 박해민
무!적!L!G!박!해!민!(X2)

## 출신 학교
- 서울영중초등학교
- 양천중학교
- 신일고등학교
- 한양대학교

## 통산 기록
| 연도 | 팀명  | 타율  | 경기 | 타수 | 득점 | 안타 | 2루타 | 3루타 | 홈런 | 루타 | 타점 | 도루 | 도실 | 볼넷 | 사구 | 삼진 | 병살 | 실책 |
| ---- | ----- | ----- | ---- | ---- | ---- | ---- | ----- | ----- | ---- | ---- | ---- | ---- | ---- | ---- | ---- | ---- | ---- | ---- |
| 2013 | 삼성  | -     | 1    | 0    | 0    | 0    | 0     | 0     | 0    | 0    | 0    | 0    | 0    | 0    | 0    | 0    | 0    | 0    |
| 2014 | 삼성  | 0.297 | 119  | 310  | 65   | 92   | 11    | 4     | 1    | 114  | 31   | 36   | 8    | 37   | 6    | 45   | 4    | 3    |
| 2015 | 삼성  | 0.293 | 144  | 525  | 96   | 154  | 22    | 7     | 0    | 190  | 47   | 60   | 8    | 56   | 2    | 126  | 8    | 3    |
| 2016 | 삼성  | 0.300 | 141  | 564  | 109  | 169  | 26    | 12    | 4    | 231  | 61   | 52   | 15   | 49   | 8    | 87   | 6    | 2    |
| 2017 | 삼성  | 0.284 | 144  | 570  | 96   | 162  | 25    | 8     | 7    | 224  | 54   | 40   | 12   | 50   | 1    | 78   | 6    | 1    |
| 2018 | 삼성  | 0.299 | 144  | 576  | 114  | 172  | 30    | 10    | 9    | 249  | 68   | 36   | 10   | 56   | 3    | 99   | 9    | 2    |
| 2019 | 삼성  | 0.239 | 144  | 506  | 64   | 121  | 16    | 7     | 5    | 166  | 44   | 24   | 7    | 58   | 2    | 82   | 4    | 2    |
| 2020 | 삼성  | 0.290 | 132  | 489  | 84   | 142  | 18    | 5     | 11   | 203  | 55   | 34   | 12   | 39   | 3    | 77   | 7    | 0    |
| 2021 | 삼성  | 0.291 | 127  | 454  | 78   | 132  | 22    | 1     | 5    | 171  | 54   | 36   | 15   | 69   | 3    | 82   | 3    | 1    |
| 통산 | 8시즌 | 0.286 | 1096 | 3994 | 706  | 1144 | 170   | 54    | 42   | 1548 | 414  | 318  | 87   | 414  | 23   | 676  | 47   | 14   |

- 굵은 글씨는 해당 시즌 최고 기록